# 씽콩
씽콩(星空, Xing Kong Wei Shi)은 홍콩의 위성 TV 채널이다.